# 吉良州司
吉良 州司（きら しゅうじ、1958年〈昭和33年〉3月16日 - ）は、日本の政治家。衆議院議員（7期）、院内会派「有志の会」代表。
外務副大臣（野田第3次改造内閣）、外務大臣政務官（鳩山由紀夫内閣・菅直人内閣）、衆議院北朝鮮による拉致問題等に関する特別委員長等を務めた。

## 来歴
吉良は警察官である吉良市雄の子供として大分県玖珠郡玖珠町に生まれた（現在は大分市青葉台に在住）。大分県立大分舞鶴高等学校、東京大学法学部第3類（政治コース）卒業。大学卒業後、日商岩井（現：双日）に入社。在職中、ブラジルのジュイス・デ・フォーラ連邦大学に留学する。その後ニューヨーク本社インフラ・プロジェクト部長を経て、2002年に退職。日商岩井在職中の1989年から1991年には大分県に出向し、企画総室地域振興課、農政部流通園芸課、商工労働観光部産業振興課での業務を経験した。
2003年4月、平松守彦の引退に伴う大分県知事選挙に無所属で出馬。平松の事実上の後継者であった広瀬勝貞を猛追し、有効投票数の44.8%にあたる295,886票を獲得したが、広瀬に2万6千票及ばず、惜敗した。同年11月、第43回衆議院議員総選挙に大分1区から無所属で出馬し、自由民主党の衛藤晟一を破り初当選（衛藤も比例復活）。なお民主党は吉良を推薦していたが、吉良、衛藤は共に思想的に保守色が強く、日本社会党の元内閣総理大臣・村山富市の地盤でもある大分1区での保守同士の対決は従来の大分1区の選挙の構図を一変させた。当選後、院内会派「民主党・無所属クラブ」を経て2004年11月に民主党に入党し、党大分県第1区総支部長、大分県連特別代表に就任した。
2005年9月の第44回衆議院議員総選挙では吉良の他、郵政民営化法案に反対票を投じたため自民党の公認を得られなかった衛藤、自民党の公認を受けた佐藤錬らが出馬し、自民票の分裂も相俟って吉良が再選した（次点の衛藤は落選、3位の佐藤は比例復活）。
2009年8月の第45回衆議院議員総選挙では、1期限りで引退する佐藤に代わり、元ジョイフル社長の穴見陽一が自民党公認で大分1区から出馬したが、民主党の公認に加え、連合大分の推薦も受けた吉良が穴見を大差で下し、3選した。選挙後に発足した鳩山由紀夫内閣で外務大臣政務官に任命され、菅直人内閣まで務める。
2012年、衆議院北朝鮮による拉致問題等に関する特別委員長に就任。同年10月、野田第3次改造内閣で外務副大臣に任命された。同年12月の第46回衆議院議員総選挙では大分1区から民主党公認で出馬したが、自民党公認で再び出馬した穴見陽一に10,258票差で敗れる。惜敗率は87.9%で、比例九州ブロックでは名簿順位1位の重複立候補者中惜敗率3位の高木義明に0.7ポイント及ばず、次点で落選した。吉良の落選により、民主党は大分1区において、村山が引退した第42回衆議院議員総選挙以来4期連続で守っていた議席を失った。
2014年12月、第47回衆議院議員総選挙に民主党公認で出馬。大分1区で前回敗れた自民党前職の穴見陽一を破って当選し、2年ぶりに国政に復帰した（穴見も比例復活）。
2017年10月、第48回衆議院議員総選挙に民進党の実質的解体により希望の党から出馬。大分1区で再び穴見との選挙戦になったが希望の党の失速などもあり穴見に小選挙区で敗れ、比例復活で5期目の当選を果たした。
2018年5月7日、民進党と希望の党の合流により結党された国民民主党に参加。5月8日、国民民主党の幹事長代理に就任した。
2020年9月の国民民主党と立憲民主党の再編に際しては、新たに設立される国民民主党と立憲民主党のどちらにも参加せず、次期衆議院選挙にも無所属で立候補する意向を表明した。
2021年10月31日の第49回衆議院議員総選挙に無所属で立候補。穴見の後継として自民党が擁立した元時事通信社記者の高橋舞子、日本共産党県書記長の山下魁ら4候補を破り、6期目の当選を果たした。自民党は比例九州ブロックで8議席を獲得するが、高橋は9番目の惜敗率（78.186％）により比例復活もかなわず落選した。11月4日、衆院選で当選した他の無所属議員4人と共に衆院会派「有志の会」を結成した。
第50回衆議院議員総選挙でも無所属で出馬し、自民党の新人衛藤博昭に比例復活を許さず7選。

## 政策・主張
- 「『将来世代への人的投資』が政治家としてのライフワーク」と主張している[13]。
- 原子力発電を推進する立場であるが、2011年の東日本大震災に伴う福島第一原子力発電所事故後は中長期的な原発稼働率の縮小には賛同している[14]。しかし、首相（当時）の菅直人が提案した検査停止中の玄海原子力発電所再稼動に際してのストレステスト導入には強く反発し、長島昭久ら党内保守派の中堅・若手議員11人で「国益を考える会」を結成[15]。吉良、長島の2名が7月13日に首相官邸を訪れ、内閣官房副長官（当時）の仙谷由人に対し菅直人内閣の即時退陣及び安全性が確認された検査済みの原発の早期再稼動を求める文書「菅総理の即時退陣を求めるの議」を提出した[16]。
- 保守派の論客として知られ[17]、週刊新潮は吉良を民主党の中でも最も右派的な立場の人物の一人に位置付けている[18]。
- 日本国憲法の改正、集団的自衛権の行使を禁じた内閣法制局の憲法解釈の見直しに賛成[19]。
- 日本の核武装について「今後の国際情勢によっては検討すべき」としている[19]。
- 日本の環太平洋戦略的経済連携協定（TPP）参加に賛成[19]。
- 選択的夫婦別姓制度導入について、2016年の西日本新聞によるアンケートで、「結婚したら夫婦同姓か夫婦別姓を自由に選べるようにすべき」としている[20]。なお、2014年の時点では、選択的夫婦別姓制度導入について、「どちらとも言えない」としていた[21]、2003年のアンケートでは、選択的夫婦別姓制度の導入に賛成[22]としていた。

## 第21回参院選大分県選挙区における分裂選挙
2007年の第21回参議院議員通常選挙で、当初は大分県選挙区に社会民主党が候補を擁立し、その候補を民主党が推薦する方向で調整が進んでいた。これは、大分県は村山富市の地盤であったためか社民党が比較的強く、1998年の第18回参議院議員通常選挙で民主、社民両党が共に独自候補を立てて共倒れした前例をふまえ、2001年の第19回参議院議員通常選挙からは社民、民主のいずれかが交互に候補を擁立し、候補を立てなかった政党が推薦をする選挙協力が行われてきたためである（19回は社民党候補が落選、20回は民主党候補が当選）。しかし、吉良が代表を務める大分県連は社民党が擁立した松本文六を推薦せず、矢野大和の無所属での擁立を決定。矢野の擁立を強行した背景には、自民党候補を破るには無党派層や保守層からも幅広く票を集められる候補を擁立する必要性を吉良が感じていたためであった。
大分県連の動きに対し、民主党本部は矢野、松本のいずれも推薦せず、分裂選挙への積極的な関与を回避した。また、分裂選挙の様相を見て取った国民新党の後藤博子も、比例区からの出馬を撤回し大分県選挙区からの出馬を表明する。松本も社民党公認ではなく、社民党の推薦を受けて無所属で出馬した。
その結果、矢野の得票数は松本を約3万票上回ったが、自民党の礒崎陽輔に約29,000票差で敗れ、落選した。民主推薦の矢野、社民推薦の松本、国民新党の後藤の票の合計は17万票超でこれは礒崎の得票数を大きく上回っていた。
なおその後の2009年の第45回衆議院議員総選挙で、社民党は独自候補を擁立しなかった選挙区の多くで民主党候補を推薦する中で吉良については推薦しなかった（大分2区では社民党幹事長の重野安正が当選、大分3区では横光克彦が民主党公認、社民党推薦で当選）。

## 人物
- 三兄弟の次男として生まれ、厳格な父の元、小学校時代は腹筋を1日300回していた。小学校では腕白のため、バケツを持って立たされたり、廊下に座らされたりしていた[24]。
- 大分舞鶴高校時代は生徒会に所属。「日本のあるべき姿」や「これからの世界」について語り合ったという。大学受験を控えた3年の秋、中間試験の前日に友達3人と霊山に登って一夜消息を経ち、捜索隊120人が出る大騒ぎとなった[24]
- ニューヨーク駐在やブラジル留学、欧米、中南米・アジア諸国40カ国を商談、旅行等で訪問、海外出張は実に150回を超え、移動距離は地球約80周分に相当[25]。1995年から2000年まで、日商岩井ニューヨーク本社に出向していた[26]。
- 家族は妻と3人の娘[25]。
- 趣味はほとんど全てのスポーツ、山岳、旅行、読書（特に歴史小説）。大学時代は山岳会「東大法学部山の会」リーダー[25]。
- 商社マン時代は、コロンビア軍に護衛されながら麻薬組織の出没する地域の会社を訪問したり、アルゼンチンでは不当に警察に通報されたために拘束を逃れて急いで出国したり「フィクションのような体験ばかり」だったという[13]。
- 2015年7月、東京・白金に借りているワンルームマンションに「いなむらてつや」なる偽名を用いてデリヘル嬢を呼び、その後言い争いになったことからパトカーが出動する騒動になったと報道された。売春防止法に触れる違法行為を疑われたが、双方の言い分を聞いた警察は、お互いを指導してその件を終わらせたが、後日、30万円を女性に支払うことで、示談を成立させていたと報じられた[18]。

## 選挙歴
| 当落 | 選挙                   | 執行日         | 年齢 | 選挙区      | 政党     | 得票数     | 得票率 | 定数 | 得票順位 /候補者数 | 政党内比例順位 /政党当選者数 |
| ---- | ---------------------- | -------------- | ---- | ----------- | -------- | ---------- | ------ | ---- | ------------------ | ---------------------------- |
| 落   | 2003年大分県知事選挙   | 2003年4月13日  | 45   | ーー        | 無所属   | 29万5886票 | 44.79% | 1    | 2/3                | /                            |
| 当   | 第43回衆議院議員総選挙 | 2003年11月09日 | 45   | 大分県第1区 | 無所属   | 10万5628票 | 48.61% | 1    | 1/4                | /                            |
| 当   | 第44回衆議院議員総選挙 | 2005年09月11日 | 47   | 大分県第1区 | 民主党   | 9万4594票  | 39.28% | 1    | 1/4                | /                            |
| 当   | 第45回衆議院議員総選挙 | 2009年08月30日 | 51   | 大分県第1区 | 民主党   | 14万1665票 | 58.95% | 1    | 1/4                | /                            |
| 落   | 第46回衆議院議員総選挙 | 2012年12月16日 | 54   | 大分県第1区 | 民主党   | 7万4590票  | 35.04% | 1    | 2/6                | 4/3                          |
| 当   | 第47回衆議院議員総選挙 | 2014年12月14日 | 56   | 大分県第1区 | 民主党   | 9万4893票  | 48.29% | 1    | 1/3                | /                            |
| 比当 | 第48回衆議院議員総選挙 | 2017年10月22日 | 59   | 大分県第1区 | 希望の党 | 8万7392票  | 44.84% | 1    | 2/3                | 2/4                          |
| 当   | 第49回衆議院議員総選挙 | 2021年10月31日 | 63   | 大分県第1区 | 無所属   | 9万7117票  | 48.76% | 1    | 1/5                | /                            |
| 当   | 第50回衆議院議員総選挙 | 2024年10月27日 | 66   | 大分県第1区 | 無所属   | 9万6944票  | 49.1%  | 1    | 1/4                | /                            |